# Mauritània Tingitana
La Mauritània Tingitana fou una província romana aproximadament equivalent a l'actual Marroc. El seu límit oriental era el riu Mulucha, que separava la província de la Mauritània Cesariense. Era possiblement la província menys romanitzada de l'Imperi Romà.

Els rius principals eren el Mulucha, i a la costa oest (de nord a sud) el Subur, el Sala, el Phuth i el Lixus. Els ports principals a la costa nord eren: Ampelusia, Tingis (Tànger, capital de la província) i Rusadir (Melilla); i a la costa oest Zilis (Arzila) i Lixus (Larraix).

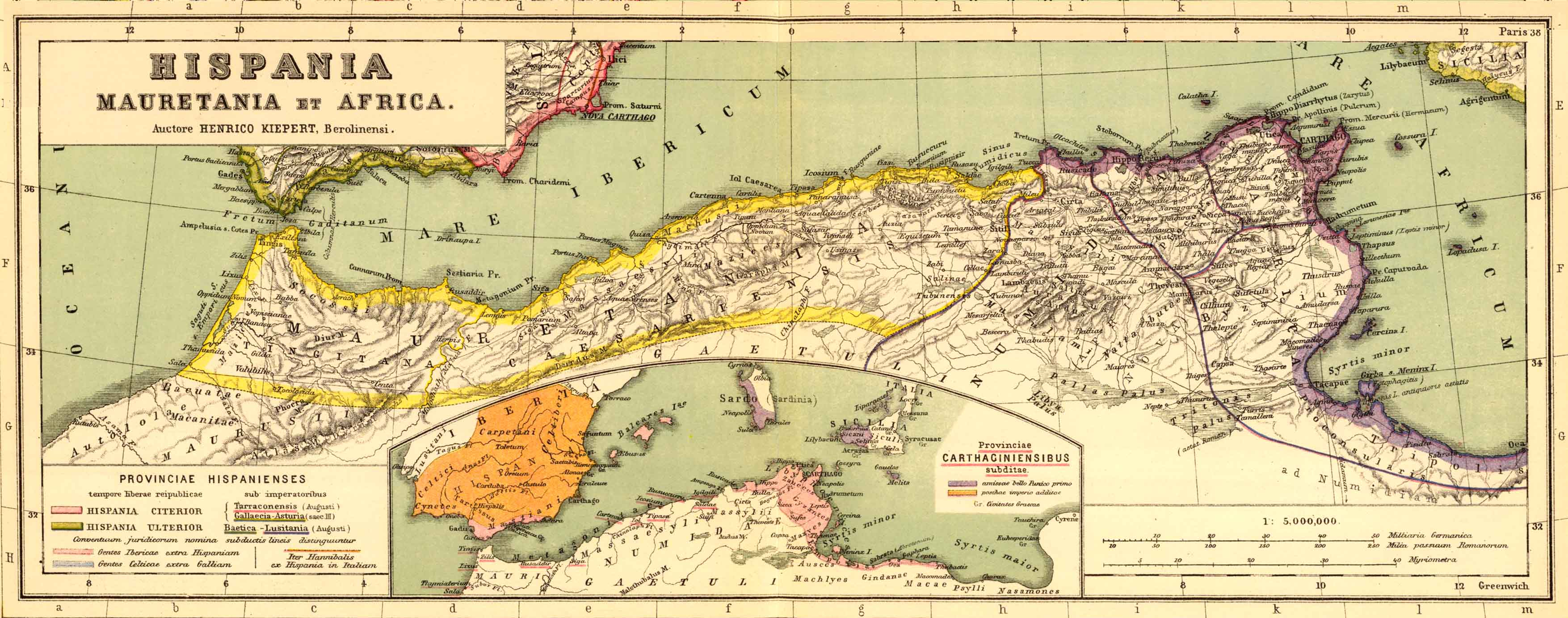
Mapa de les províncies romanes de Mauritània Tingitana, Mauritània Cesariense i Numídia

Abans de l'establiment de la província ja es van fundar colònies romanes. Les tres primeres depenien de la Bètica: Zilis, Babba i Banasa.
Després de l'establiment de la província l'any 42, els romans, sota Claudi, hi van establir colònies a Tingis i Lixus, a les que més tard es van afegir Rusadir i Volubilis. Algunes ciutats es van convertir en municipis i en "oppida Latina".
Ptolemeu esmenta com a pobles o tribus de la província a:
- Herpeditans (Herpeditani, Ἑρπεδιτανοί) a la frontera amb la Cesariense
- Maures o Maurensis (Mauri o Maurensii, Μαυρήνσιοι) al sud dels anteriors
- Vacuates (Vacuatae, Οὐακουᾶται) sud-est dels anteriors
- Baniubes (Baniubae, Βανιοῦβαι), sud-est dels maures
- zegrensis (Zegrensii, Ζεγρήνσιοι)
- Nectíbers (Nectiberes, Νεκτίβηρες)
- Jangaucans (Jangaucani, Ἰανγαυκανοί)
- Volubilians (Volubiliani, Οὐαβιλιανοί)
- Verves (Οὐερουεῖς)
- Socossis (Socossii, Σωκοσσίοι)
- Metàgonites (Metagonitae, Μεταγωνῖται)
- Màsics (Masices, Μάσικες)
- Verbices (Verbicae o Verbices, Οὐέρβικαι, Οὐέρβικες)
- Salinses (Salinsae, Σαλίνσαι)
- Cauns (Cauni, Καῦνοι)
- Bacuates (Bacuatae, Βακουᾶται) prop de l'Atlas
- Macanites (Macanitae, Μακανῖται)
- Miknasa (tribu)

En època cristiana la Notitia esmenta almenys 170 seus de bisbes entre la Tingitana i la Cesariense.
Al segle iv la província va ser posada sota dependència de la diòcesi d'Hispània i governada per un praeses. Va ser conquerida pels vàndals el 429.
Algunes posicions les van recuperar els romans d'Orient el 534. Després, en una data entre 552 i el 564, van ocupar territoris al sud d'Hispània (vegeu Espània) que va unir a les posicions del nord d'Àfrica de l'antiga Tingitana, i van donar a aquest territori el nom de Mauritània Segona (Mauritania Secunda).